# Nationaal Jeugd Orkest
Het Nationaal Jeugdorkest (NJO) is een Nederlands orkest. Het is een van de toptalent-ontwikkelingsorkesten van de Stichting Nationale Jeugdorkesten Nederland. Het NJO stelt jonge musici die zich voorbereiden op de beroepspraktijk, in de gelegenheid op hoog niveau ervaring op te doen in allerlei vormen van samenspel. Zij kunnen hierbij werken met de beste (inter)nationale dirigenten en solisten.

## Achtergrond
Het orkest met zijn gelegenheidsensembles bestaat uit jongeren tussen de 18 en 26 jaar. Door middel van audities worden elk jaar meer dan 300 studenten van conservatoria uit Europa (en daarbuiten) geselecteerd voor de projecten van het NJO. Coaching en masterclasses worden altijd gevolgd worden door de presentatie aan het publiek.
Het verschil met het Jeugdorkest Nederland (JON), dat tevens onderdeel uitmaakt van Nationale Jeugdorkesten Nederland (NJON) is dat de leden in het JON in de leeftijdscategorie 14-20 jaar zitten en in de regel (nog) niet aan het conservatorium studeren (behoudens eventueel vooropleiding). Ook stelt het NJO niet één orkest samen, maar kunnen musici deelnemen aan verschillende orkesten en ensembles.
Het NJO wordt onder andere gefinancierd door bijdragen van het ministerie van OCW, de provincie Gelderland en de gemeente Apeldoorn. Daarnaast zijn er bedrijven die sponsoren.

## Activiteiten
’s Winters is er een tournee door een symfonieorkest van het NJO, ’s zomers nemen circa 250 musici uit binnen- en buitenland deel aan projecten die in het kader van het zomerproject worden georganiseerd: een maand lang werken ze aan een gevarieerd muzikaal repertoire, onder leiding van diverse dirigenten en coaches. Het repertoire reikt van muziek voor groot symfonieorkest tot kamerorkest en van hedendaagse ensemblemuziek tot operaprojecten en cross-overs met bijvoorbeeld dans of jazz.
Sinds 2001 organiseert het NJO in de zomer een eigen festival in Gelderland, de Muziekzomer Gelderland. Dit is het podium voor de vele ensembles en orkesten die worden voorbereid tijdens het zomerproject.

## Optredens

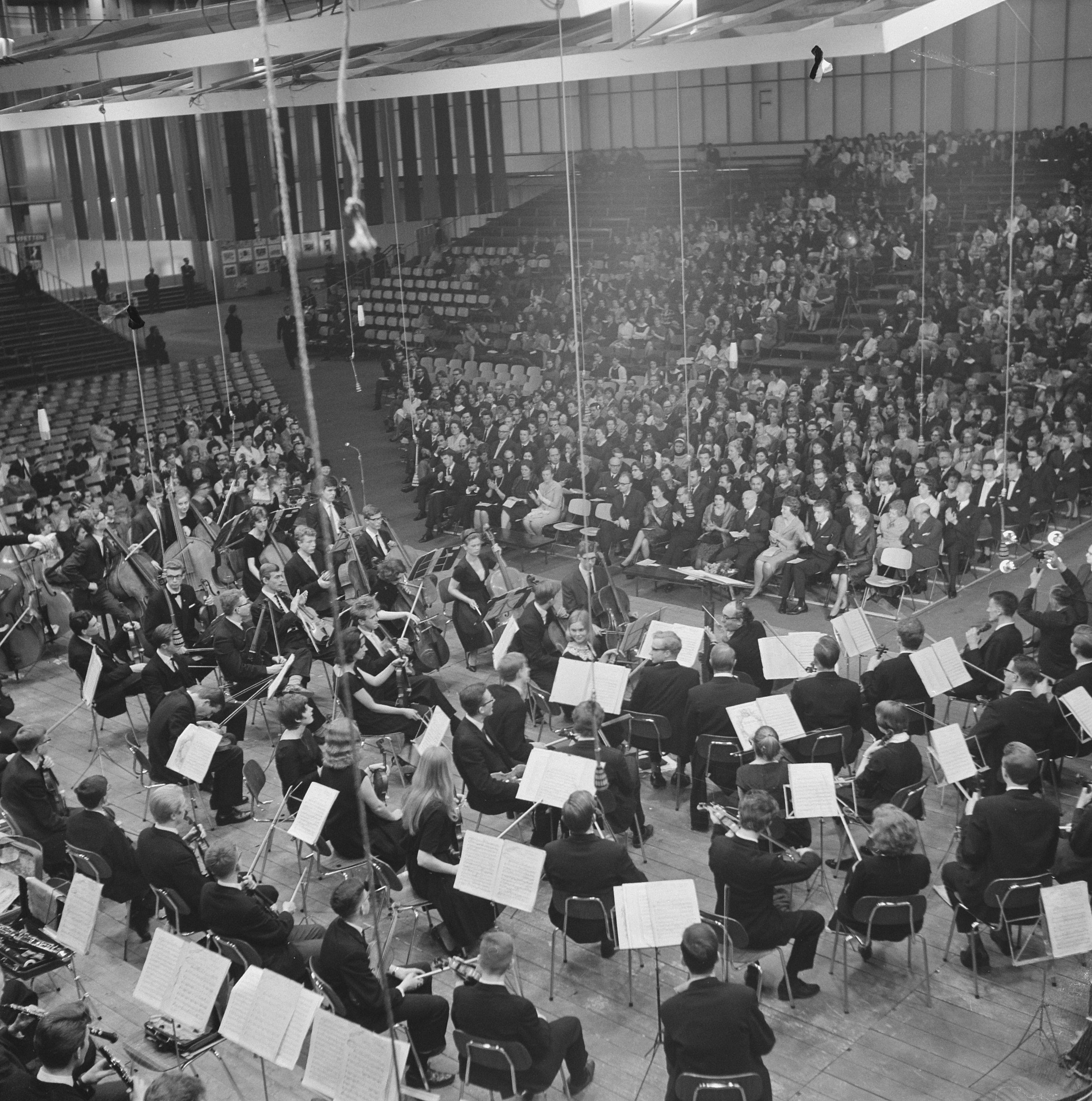
NJO in RAI, 1963

Het symfonieorkest van het NJO speelt vaak in de series met abonnementsconcerten van de professionele symfonieorkesten in Nederlands belangrijkste concertzalen. Ook maakte het NJO vele tournees naar het buitenland, naar vrijwel alle landen van Europa. Noemenswaardige projecten zijn de scenische uitvoering de opera Falstaff van Verdi met dirigent Dennis Russell Davies in 1994 in Duitsland. In 1996 speelde het NJO op het Festival de Radio France & Montpellier, met werken van Mahler, Debussy, Glass, Maderna en Mozart. In 1997 volgde een concertreis onder leiding van dirigent Enrico Pace naar Litouwen, Letland, Estland, Finland, Zweden en Denemarken, waarbij het NJO-pianist Igor Roma begeleidde. In 1998 en 1999 waren er tournees naar Frankrijk, Spanje en Portugal. De tournee naar Duitsland in 2000 werd afgesloten met een concert op Lowlands. Ook in 2012 en 2013 speelde een orkest van het NJO op Lowlands; op 18 augustus 2013 speelde het NJO Reich Ensemble Music for 18 Musicians in aanwezigheid van componist Steve Reich, composer in residence van de NJO Muziekzomer dat jaar. Het orkest speelde verder in Praag, op het Schleswig-Holstein Musik Festival, het Festival van Vlaanderen in Brugge, in het Concertgebouw in Amsterdam, tijdens het Edinburgh Festival en het Young Euro Classic festival in Berlijn in 2012, 2015 en 2016.
Het NJO maakte opnamen van onder andere de Vier letzte Lieder van Richard Strauss met de sopraan Roberta Alexander, Three Places in New England van Charles Ives, De vuurvogel en Petroesjka van Igor Stravinski, en werken van Bartók en Rimski-Korsakov. Ook werden vele concerten opgenomen voor radio en televisie.
Sinds 2021 verzorgt het NJO de muzikale ondersteuning bij het tv-programma "ARIA" waarin wordt gezocht naar nieuw operatalent.

## Dirigenten
Veel gerenommeerde dirigenten hebben het NJO geleid, onder wie Mark Wigglesworth, Jaap van Zweden, Iván Fischer, George Benjamin, Reinbert de Leeuw, Jos Van Immerseel, Philippe Herreweghe, Thierry Fischer, John Adams, Yannick Nézet-Séguin, Enrico Pace, Oliver Knussen, Josep Pons en Paul Goodwin. Solisten die met het NJO hebben gespeeld of gezongen zijn onder anderen Harriet Krijgh, Anne Evans, Charlotte Margiono, Truls Mørk, Enrico Pace, Peter Donohoe, Boris Belkin, Igor Roma en Raphael Oleg.

## NJO Summer Academy
Sinds 2001 organiseert het NJO de NJO Summer Academy, een internationaal orkest- en ensembleproject. Elk jaar nemen zo'n 250 jongeren deel aan dit project onder leiding van gerenommeerde solisten en dirigenten. Er is onder meer een groot symfonieorkest, een project voor kamerorkest en een project voor hedendaagse muziek. Het NJO Orkest van de 19de eeuw is sinds de oprichting van de NJO Summer Academy in 2001 een vaste waarde. Dit orkest speelt op authentieke instrumenten. Na Jos Van Immerseel is sinds 2009 Richard Egarr verantwoordelijk voor de authentieke uitvoeringspraktijk. Daarnaast is er jaarlijks een componist composer in residence: György Kurtág (2001), Louis Andriessen (2002), Wolfgang Rihm (2003), Thomas Adès (2004), Mauricio Kagel (2005), Sofia Goebajdoelina (2006), George Benjamin (2007), John Adams (2008), Oliver Knussen (2009) en Mark-Anthony Turnage (2010). In 2011 was het de beurt aan de Finse Kaija Saariaho. Tot 2010 was Reinbert de Leeuw artistiek leider van de NJO Summer Academy. Vanaf 2011 nam de Chinees-Amerikaanse dirigente Xian Zhang deze rol van hem over.

## Prijzen en onderscheidingen
De uitvoering van Des Canyons aux Étoiles in Edinburgh onder leiding van Reinbert de Leeuw werd door de muziekcritici van The Herald beloond met de Angel. De opname van Boog van de Nederlandse componist Robert Heppener voor Donemus werd genomineerd voor een Edison.